# Васил Симов (футболист)
Вижте пояснителната страница за други личности с името Васил Симов.
Васил Огнянов Симов-Ален Делон е бивш български футболист, полузащитник. Играл е за Родопа (1977-1979), ЦСКА (1979-1980), Ботев (1980-1987) и за кипърските отбори Етникос и Анагеницис. Има 150 мача и 22 гола в А група (141 мача с 22 гола за Ботев и 9 мача за ЦСКА). Шампион на България с ЦСКА през 1980, вицешампион с Ботев през 1986, бронзов медалист през 1981, 1983, 1985 и 1987 с Ботев, носител на КСА през 1981 с Ботев и финалист за Купата на НРБ през 1984 г. с Ботев. Има 3 мача за А националния отбор. В евротурнирите има 11 мача и 3 гола (2 мача с 1 гол за Ботев в КЕШ, 4 мача за Ботев в КНК и 5 мача с 2 гола в турнира за купата на УЕФА - 4 мача с 2 гола за Ботев и 1 мач за ЦСКА). Понастоящем е треньор в Кипър.